# Octadécane
L'octadécane ou n-octadécane est l'alcane linéaire de formule brute C18H38. C'est aussi le nom générique des isomères de formule C18H38.

## Synthèse
L'octadécane peut être obtenu par désoxygénation de l'octadécanol avec le N-Hydroxysuccinimide.

## Utilisation
Grâce à son importante enthalpie de fusion, l'octadécane est utilisé comme matériau à changement de phase, avec des applications notamment dans l'isolation thermique des bâtiments. Pour cela, de nombreuses études cherchent à l'encapsulervia différentes méthodes,.